# Haus zum Walfisch

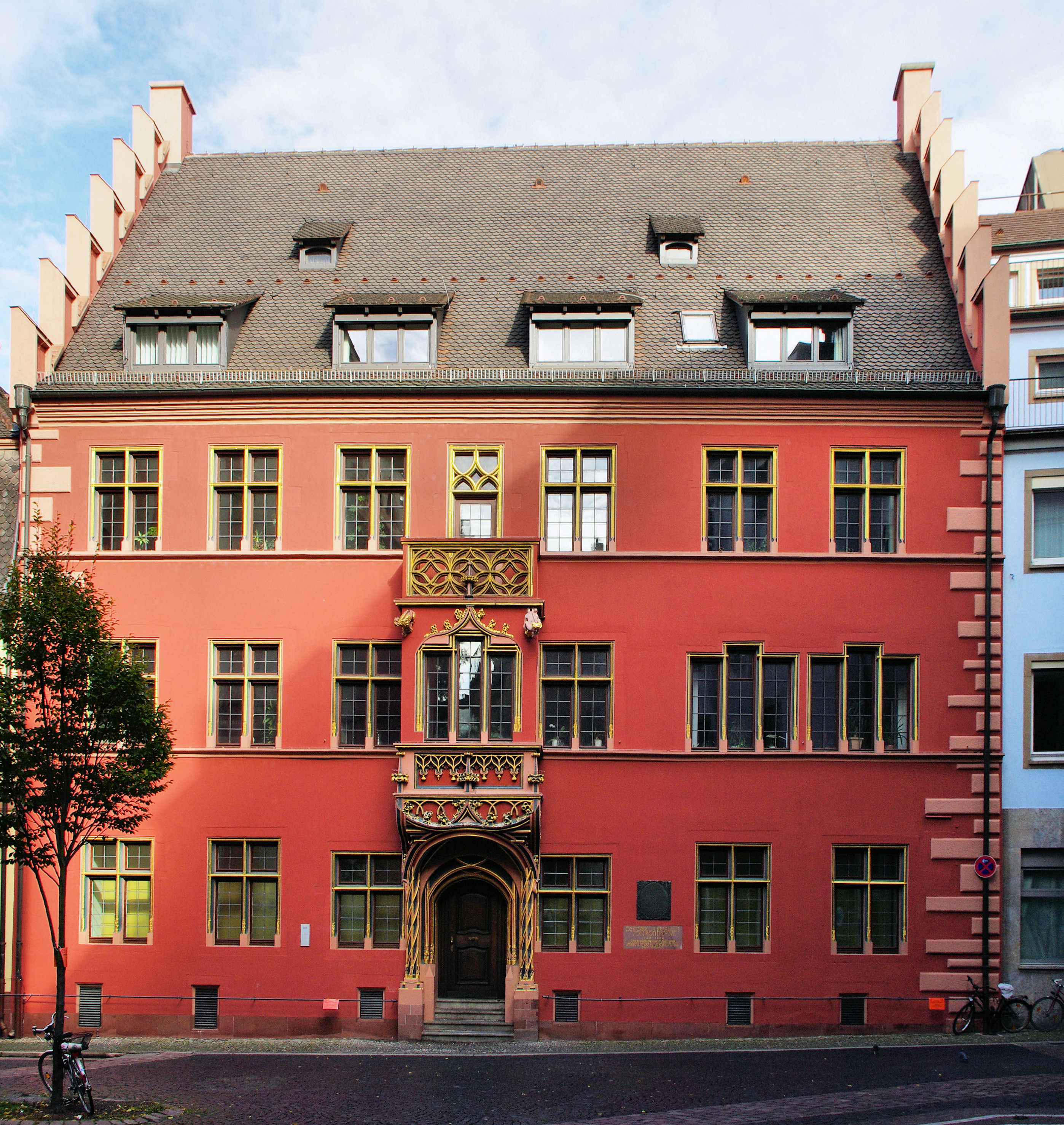
Front des Hauses in der Franziskanerstraße

Das Haus zum Walfisch ist ein spätgotisches Bürgerhaus in der Altstadt von Freiburg im Breisgau (Baden-Württemberg). Es steht unter Denkmalschutz und ist Teil eines Ensembles aus ehemals 17 Einzelgebäuden, das von der Sparkasse Freiburg-Nördlicher Breisgau genutzt wird. Die Frontseite des Hauses befindet sich an der Franziskanerstraße, die Rückseite an der Gauchstraße mit dem gegenüberliegenden Platz, dem Kartoffelmarkt.

## Geschichte
Am Ort des heutigen Hauses zum Walfisch gab es drei Hofstätten der Größe 100 × 50 Fuß (ca. 30 × 15 m), die mit den Häusern Zum Blattfuß, Zum Sampson und Zum Ofenhaus bebaut waren. Hier in der Barfüßergasse (heute Franziskanerstraße) besaß Jakob Villinger von Schönenberg (um 1480–1529) seit 1506 ein Haus. Jakob Villinger stammte aus Schlettstadt im Elsass oder aus Freiburg selbst und bekleidete seit 1510 das Amt des Generalschatzmeisters Maximilians I. Nachdem Jakob Villinger 1511 das Freiburger Bürgerrecht erworben hatte, richtete er ein Gesuch an den Stadtrat, aus seinem „haws zu Freyburg in der parfueßer gassen einen namlichen paw zu vollbringen“. Nachdem Ludwig Villinger, womöglich ein Bruder Jakobs, die Nachbargebäude 1514 erworben und sie im Hinblick auf die Errichtung des „namhaften Baus“ hatte abreißen lassen, erteilte der Stadtrat erst 1516 die Baugenehmigung: „Ist herr Jacob Vilinger … erloupt worden die nidergevallnen huser zuo buwenn, doch das er huser und ställ machen soll und kein grossen garten oder blätz ston laß“. Erst 1517 konnte das an Stelle der ursprünglichen Häuser errichtete Haus zum Walfisch bezogen werden. Bestehende Mauerzüge waren in den Neubau einbezogen worden. Im selben Jahr erlaubte der Stadtrat Villinger, weil er einen „merklichen buw an sinem huse in unser statt furgenommen hatt“, seinen Grundbesitz um weitere Hofstätten in der Gauchstraße „nahe und wohl gelegen“ an der Rückseite des Hauses zum Walfisch zu erweitern mit der Auflage, gegenüber der Schiffstraße wieder „husliche wonungen“ zu bauen. Auf dem übrigen Grund dürfe er einen „lustgarten“ errichten. Der Name „Zum Walfisch“ ist seit 1565 im Herrschaftsrechtsbuch belegt, während Hausnummern in Freiburg erst 1806 eingeführt wurden. Der Freiburger Historiker Peter Kalchthaler vermutet beim Hausnamen eine Verbindung zur biblischen Geschichte von Jona und dem Wal.

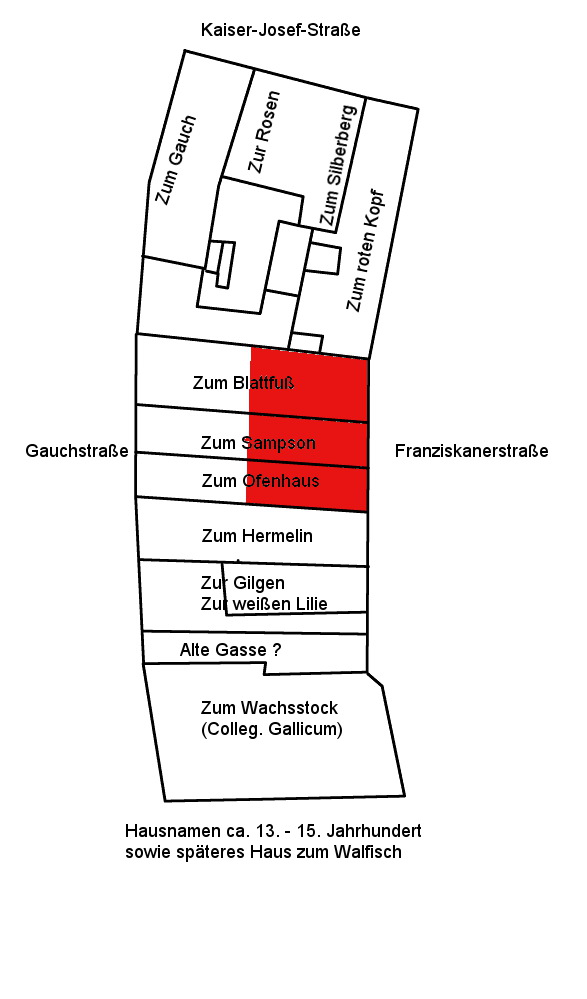
Sog. Sparkassenblock mit anfänglicher Ausdehnung (rot) des Hauses

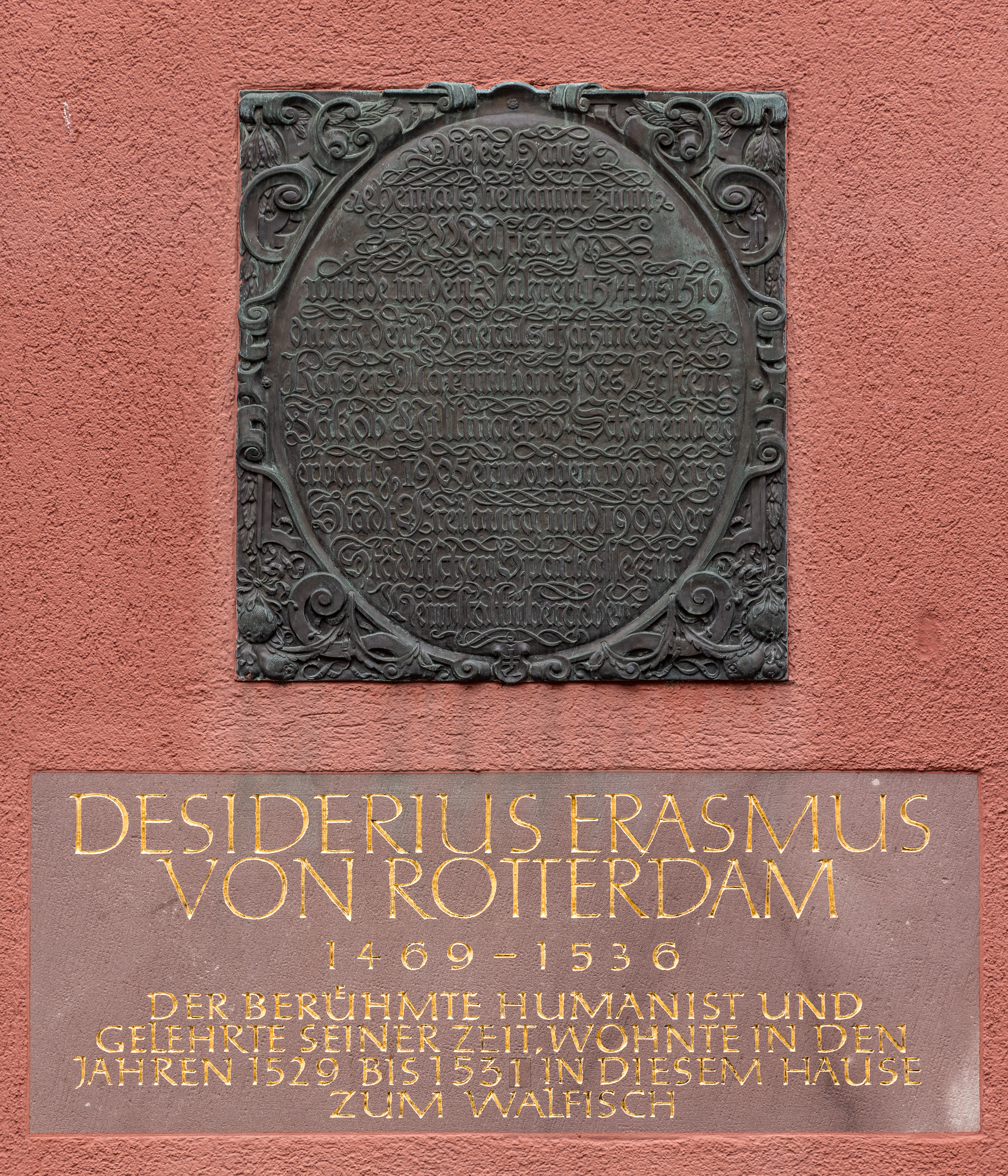
Gedenktafel für Erasmus von Rotterdam

Wie auf einer in der Fassade eingelassenen Steintafel zu lesen ist, lebte der Humanist Erasmus von Rotterdam nach seiner Flucht aus Basel im Hause Villingers, das bei seinem Einzug zu Weihnachten 1529 noch „unvollendet“ war. Erasmus berichtete in einem Brief an Johann Coler († vor 1538) im Frühjahr 1531, dass der Rat der Stadt ihm das Haus überlassen hatte, nachdem er dem Rat durch den damaligen römisch-deutschen König und späteren Kaiser Ferdinand I. empfohlen worden war. Zur selben Zeit wie Erasmus wohnten dort auch die Humanisten und Münsterprediger Otmar Nachtgall und Augustin Marius (1485–1543). Beide zogen bald aus, Nachtgall blockierte jedoch das Erdgeschoss des Hauses, für das er den Schlüssel besaß. Die Situation verkomplizierte sich, als der Stadtrat durch Heinrich Glarean mit Erasmus Mietverhandlungen begann. Erasmus hatte bis dahin angenommen, die Stadt habe ihn mietfrei wohnen lassen, ihr jedoch aus Höflichkeit fünf Kronen für sich und weitere vier für Marius bezahlt. Einen Mietvertrag mit Ursula, der Witwe Villingers, wollte er jedoch nur abschließen, wenn er das komplette Haus allein bewohnen hätte dürfen und nicht nur das Obergeschoss.
Ursulas zweiter Ehemann war seit 1530 Johann Loeble von Greinburg († um 1544), der Hofpfennigmeister Ferdinands. Das Paar residierte im Castellschen Palais in Augsburg, das zuvor Ursulas Vater Philipp Adler (1461–1532) gehört hatte. Daher wollten sie das Haus im fernen Freiburg verkaufen. Nachdem Ferdinand sich zwar für Erasmus als Käufer eingesetzt hatte, dieser jedoch nicht auf das Kaufangebot eingegangen war, wurde ihm im März zum 24. Juni 1531 gekündigt. Der Stadtrat forderte von Erasmus nachträglich 30 Gulden als Miete für die komplette Zeit, obwohl Nachtgall sich Erasmus gegenüber als Eigentümer ausgegeben hatte. Erasmus bezog schließlich das von ihm erworbene Haus zum Kind Jesu in der nahe gelegenen Schiffstraße, in dem er bis 1535 wohnte. Dort wurde später die Brauerei Ganter gegründet. Das Haus zum Walfisch sollte indes für ein Jahr an Jakob Stürtzel, einen Neffen des Kanzlers Konrad Stürtzel, vermietet werden, der es anschließend zu kaufen beabsichtigte.

### Der Schwendische Hof
Im Jahre 1536 verkaufte Ursula jedoch im Einvernehmen mit ihrem zweiten Gemahl und ihrem minderjährigen Sohn Karl die geerbten elsässischen Ortschaften Heiligkreuz, Nambsheim und Logelheim zusammen mit Villingers Besitz in Colmar und dem Haus zum Walfisch an die Stadt Colmar. Colmar überließ das Haus zum Walfisch 1542 dem Magdeburger Dompropst Wilhelm Böcklin von Böcklinsau († 1585), der es mit dem Weinzehnten von Pfaffenheim bezahlte. Böcklin hatte das Haus bereits einige Jahre zuvor unentgeltlich oder auch zur Miete bewohnt. Anlässlich eines Landtages, den der Kaiser nach Freiburg einberufen hatte, wohnte Ferdinand I. vom 23. Dezember 1562 bis 7. Januar 1563 als Gast Böcklins im Haus zum Walfisch. Man ließ dem Kaiser einen gedeckten Gang vom zweiten Stock des Hauses zur nahe gelegenen Klosterkirche St. Martin errichten, damit er während der Weihnachtsfeiertage die Gottesdienste ungestört besuchen konnte. Im Jahr 1571 kaufte Böcklin das Haus zur weißen Lilie dazu. Am 20. Mai 1573 nahm Ferdinands Sohn, Erzherzog Ferdinand II., ebenfalls in Böcklins Haus Quartier.
Böcklins Tochter Anna war ungefähr ab 1552 in erster Ehe mit dem kaiserlichen Feldoberst Lazarus von Schwendi (1522–1583) verheiratet. Wilhelm Böcklin von Böcklinsau überlebte beide, hatte das Eigentum am Haus aber vermutlich an seine Tochter († 1571) abgetreten. Nach dem Tod seiner Eltern erbte es ihr Sohn Hans-Wilhelm von Schwendi. Dessen Tochter Helene Eleonore heiratete in erster Ehe Jakob Ludwig von Fürstenberg (1592–1627; Sohn von Friedrich V. von Fürstenberg-Heiligenberg) und brachte das Anwesen damit in den Besitz der Grafen von Fürstenberg. Am 19. Juli 1682 endete mit dem Tod von deren Sohn Franz Karl in Donaueschingen die dortige Linie von Fürstenberg, da er unverheiratet und kinderlos geblieben war. Helene Eleonore hatte in zweiter Ehe mit Philipp Nikolaus von Leyen († 1656) ihren Sohn Ignaz Wilhelm Kasimir von Leyen geboren. Dieser verstarb 1695 und hinterließ zwei unmündige Töchter, geboren in den Jahren 1691 und 1692.
Jakob Dischinger, der Breisacher Bürgermeister und Vormund der beiden Töchter, verkaufte das damals als Schwendischer Hof bezeichnete Anwesen am 30. Juni 1702 für 15.905 Gulden an den Freiherrn Heinrich von Garnier. Garnier, damals vorderösterreichischer Regimentsrat, flüchtete Anfang des Spanischen Erbfolgekriegs (1701–1714) aus Furcht vor den Franzosen auf seine Besitztümer in Schlesien und kehrte vermutlich vor Kriegsende nicht nach Freiburg zurück. 1703 hatte er in zweiter Ehe Lucia Katharina Berchtold von Sachsengang geheiratet; die Ehe blieb kinderlos. Nach seinem Tod am 5. April 1721 im Fürstentum Sagan setzte Lucia am 4. August den Oberstjägermeister Graf Hannibal Maximilian Rudolf von Schauenburg als Universalerben ein und schenkte ihm am 3. Oktober auf Schloss Ebnet das Haus sowie weitere Besitztümer. Lucia verstarb 1743 vermutlich in Schlesien, von Schauenburg bereits am 3. März 1741. Am 10. April desselben Jahres fiel von Schauenburgs älterer Sohn Philipp, den er wiederum als Universalerben eingesetzt hatte, in der Schlacht bei Mollwitz. Seine Mutter war wegen Ehebruchs mit dem späteren polnischen Generalmajor Baron Carl Friedrich von Schönbach in Hannibals Testament nur in Erfüllung des Ehevertrags bedacht worden. Sie übertrug Hannibals Vermächtnis von 7000 rheinischen Gulden auf ihre uneheliche Tochter. Ihren Anteil am Nachlass Philipps überließ sie dessen Bruder Christoph Anton von Schauenburg (1717–1787), dem Kreishauptmann der vorderösterreichischen Regierung in Freiburg. Im Gegenzug musste er seiner Mutter jährliche Unterhaltszahlungen in Höhe von 1000 Gulden leisten sowie eine Wohnung im Haus zum Walfisch zur Verfügung stellen oder weitere 150 Gulden pro Jahr bezahlen. Während des Österreichischen Erbfolgekriegs übernachtete am Abend des 27. November 1744 Generalfeldmarschalllieutenant Damnitz bei Schauenburg. An diesem Tag hatte er sich in Sankt Georgen mit Coigny, dem Oberbefehlshaber der französischen Belagerungstruppen, getroffen, denen sich die Stadt Freiburg zwei Tage zuvor ergeben hatte. Das Regiment von Damnitz zog zwei Tage später nach Straßburg in die Kriegsgefangenschaft ab. Von Schauenburg wurde infolge von Streitigkeiten mit dem Adelsstand und Unregelmäßigkeiten beim Verkauf von Biesheim seiner Ämter enthoben. Nachdem man ihn am 18. August 1760 in Riegel festgenommen hatte, wurde er in seinem Haus zum Walfisch unter Hausarrest gestellt. Später wurde er zu Festungshaft in Kufstein verurteilt, die sich in den Klöstern zu Waldhausen und Lambach fortsetzen sollte. Er starb 1787 verarmt in Ottakring bei Wien.

### Der Falkensteinerhof und der große Umbau
Gräfin Elisabeth von Schauenburg (geborene Freiin von Hennin), der Ehefrau von Christoph Anton, war es jedoch gelungen, einige Besitztümer aus der Konkursmasse ihres Gatten zu befreien. Darunter fiel neben Neuershausen auch das Haus zum Walfisch, das ab dem 26. April 1768 auf Lebenszeit in ihrem Besitz verblieb. Mit ihrem Tod am 20. Oktober 1796 gelangte das Haus an ihre einzige Tochter Francisca Antonia und deren Ehemann Freiherr Franz Anton von Falkenstein (1744–1800), einen Nachkommen der Schramberger Herren von Falkenstein. Nach dem Aussterben der Breisgauer Linie dieses Geschlechts im Jahr 1872 oder 1873 ging das Gebäude 1874 an den Kaufmann Severin Melchior Klein. Emil Pyhrr, Gastwirt und Weinhändler, erwarb es im Jahr 1886. Er nutzte die Kellergewölbe mit ihren alten Fässern zur Weinlagerung, während die restlichen Etagen als Wohnungen und Büros Verwendung fanden. Unter diesen Nutzern befand sich 1895 beispielsweise das Verlagshaus Stoll & Bader. Das Gebäude wurde zu dieser Zeit noch immer das Falkensteinsche Haus oder auch Falkeinsteinerhof genannt, obwohl dies eigentlich ein anderer Name des Hauses gewesen war, das Erasmus von Rotterdam viele Jahre zuvor erworben hatte. Im Jahr 1905 kaufte die Stadt Freiburg das Haus zum Walfisch zum Preis von 310.000 Goldmark. Grund für den Erwerb waren Überlegungen zum Denkmalschutz, die im selben Jahr auch zum Erwerb des Wentzingerhauses führten. Die Stadt plante, das Gebäude in der Nähe des Alten und Neuen Rathauses zwar weiterhin zu vermieten, es jedoch bei Bedarf für städtische Diensträume zu nutzen.

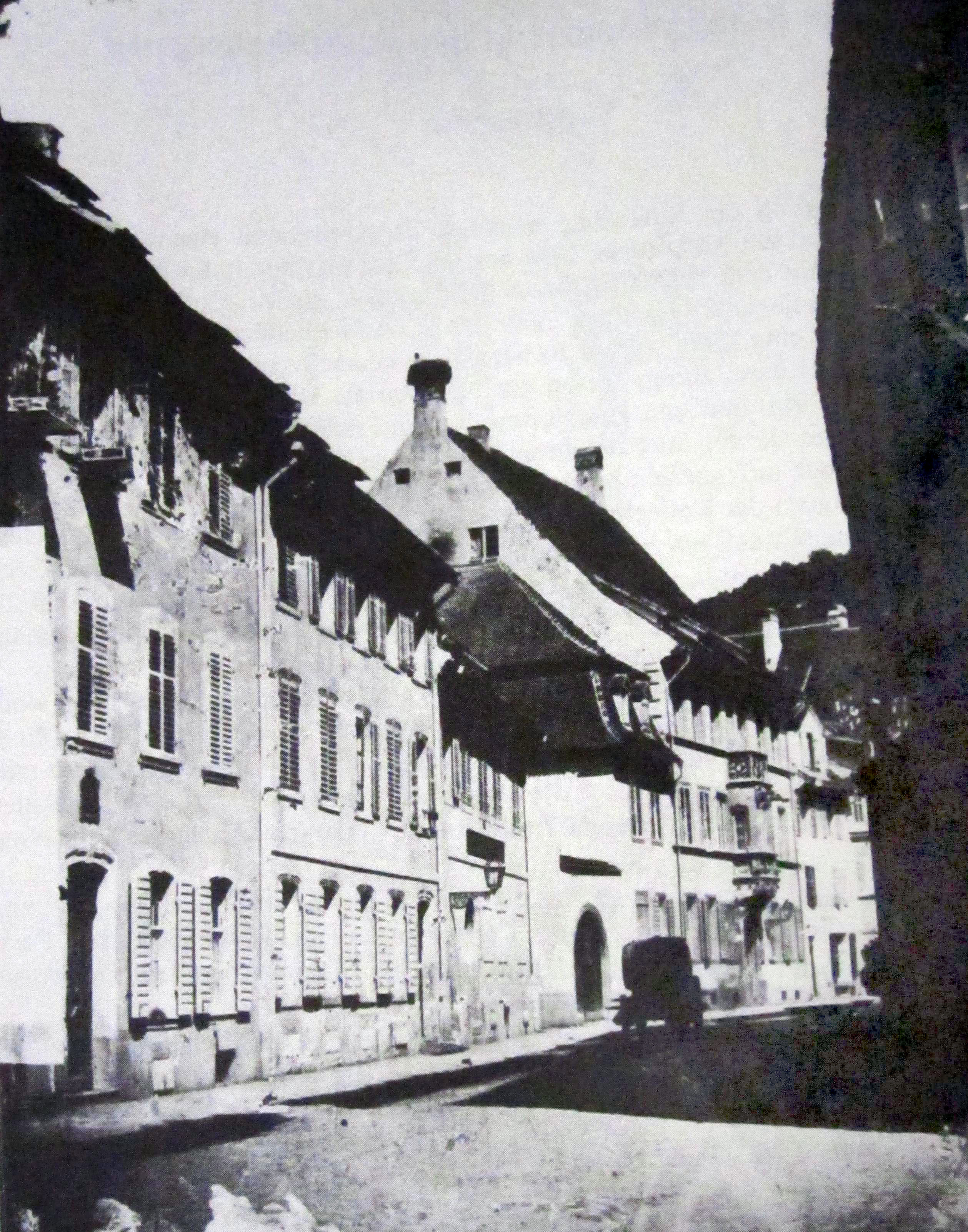
Die Franziskanergasse mit dem Haus zum Walfisch im ausgehenden 19. Jahrhundert

Wegen einer Erweiterung ihres Geschäftsbetriebs benötigte die bis dahin in der Schusterstraße untergebrachte Städtische Sparkasse dringend neue Räume. Dafür wurden mehrere Gebäude geprüft:
- das Rotteck’sche Anwesen (Eisenbahnstraße),
- das bisherige Ordinariatsgebäude (Salzstraße),
- das alte Theater (Oberlinden – Direktionsbüro bis Theaterschulgebäude – Theaterplatz),
- das Leger’sche Anwesen (Ecke Eisenbahnstraße/Rotteckstraße Nr. 52),
- das Anwesen Kaufmann Bär (Rotteckstraße 4),
- das Gasthaus zum Wilden Mann (Ecke Salzstraße/Theaterplatz, Salzstraße 30),
- das Fuchs’sche Anwesen (Eisenbahnstraße 30),
- das Anwesen Dr. J. Lanker (Rempartstraße 13) sowie
- das Schwer’sche Anwesen (Fahnenbergplatz 4)

Ferner wurde Max Meckel, der ehemalige Baudirektor des Freiburger Erzbistums, im Jahr 1907 beauftragt, ein Gutachten anzufertigen, um hinsichtlich des Hauses zum Walfisch „die pietätvolle Schonung althistorischer Kunstbauten mit der Gewinnung moderner Betriebsräume zu verbinden“. Meckel betrieb zu dieser Zeit mit seinem Sohn Carl Anton in Freiburg ein Planungsbüro. Er hatte sich durch seinen Umgang mit gotischen Bauten wie dem Frankfurter Römer einen Namen gemacht, was den Stadtrat bewog, ihn als „den zur Planaufstellung berufenen Baumeister“ zu betrachten. So entwarfen Max und Carl Anton Meckel in Zusammenarbeit mit dem städtischen Hochbauamt unter Stadtbaumeister Rudolf Thoma bis zum 23. September 1908 einen Plan mit Kostenvoranschlag. Er sah vor, das Erdgeschoss im Haus zum Walfisch fast unverändert zu nutzen, jedoch im Laufe der Jahrhunderte vorgenommene architektonischen Veränderungen rückgängig zu machen. Zudem sollten jüngere Anbauten an der Franziskanerstraße einem Neubau weichen und zusätzliche Betriebsräume an der Gauchstraße errichtet werden.
Am 15. Januar 1909 stimmten der Bürgerausschuss und die Sparkassenkommission den Plänen ohne größere Änderungswünsche zu. In der Sitzung wurden dennoch die veranschlagten Kosten und der Umfang der geplanten Veränderungen am Bau von einigen Abgeordneten kritisiert. Zudem wurde befürchtet, dass durch den Wegzug der Sparkasse und dem damit verbundenen Rückgang des Durchgangsverkehrs, das Geschäftsleben der Oberstadt notleiden würde.
Die Stadt verkaufte das Anwesen am 28. April 1909 für erneut 310.000 Goldmark an die Sparkasse, behielt sich jedoch ein Rückkaufsrecht zum gleichen Preis vor. Im Sommer 1909 begannen die Bauarbeiten, die mit der Eröffnung am 9. Oktober 1911 beendet waren.
Laut einer Kostenaufstellung in den Akten des Stadtarchivs entfiel auf den Gebäudeteil Falkensteiner Hof/Haus zum Walfisch mit 71.000 Goldmark der zweithöchste Einzelposten des gesamten Umbaus. Als größter Einzelposten lassen sich der Kassensaal und der zweistöckige Flügelbau an der Franziskanergasse mit 177.000 Goldmark ausmachen. Die restlichen Nebengebäude kosteten 17.000 Goldmark. Für Beleuchtung und Kanalisation wurden 10.000 Goldmark verwendet. Auf die Heizungsanlage entfielen 15.000 Goldmark. Das Architektenhonorar belief sich auf 20.774 Goldmark. Vergleichbare Bauprojekte von Freiburger Banken waren durchaus teurer, so die benachbarte Freiburger Gewerbebank mit 557.000, sowie die Süddeutsche Discontbank mit 600.000 und die Rheinische Creditbank mit 630.000 Goldmark.
Dennoch war der Umbau wegen seiner Kosten von 350.000 Goldmark unter der Bevölkerung und im Bürgerausschuss umstritten. Der Stadtverordnete Heppeler sprach gar von einem Luxusbau, um einen Kunstbau allerersten Ranges... Das Wesen der Sparkasse vertrage sich nicht mit einem solchen Bau. Dennoch wurde das Projekt von Oberbürgermeister Otto Winterer verteidigt: „Wo bliebe unser heimisches Kunstgewerbe, wenn alle so dächten wie die Kritiker“.

### Im Besitz der Sparkasse Freiburg

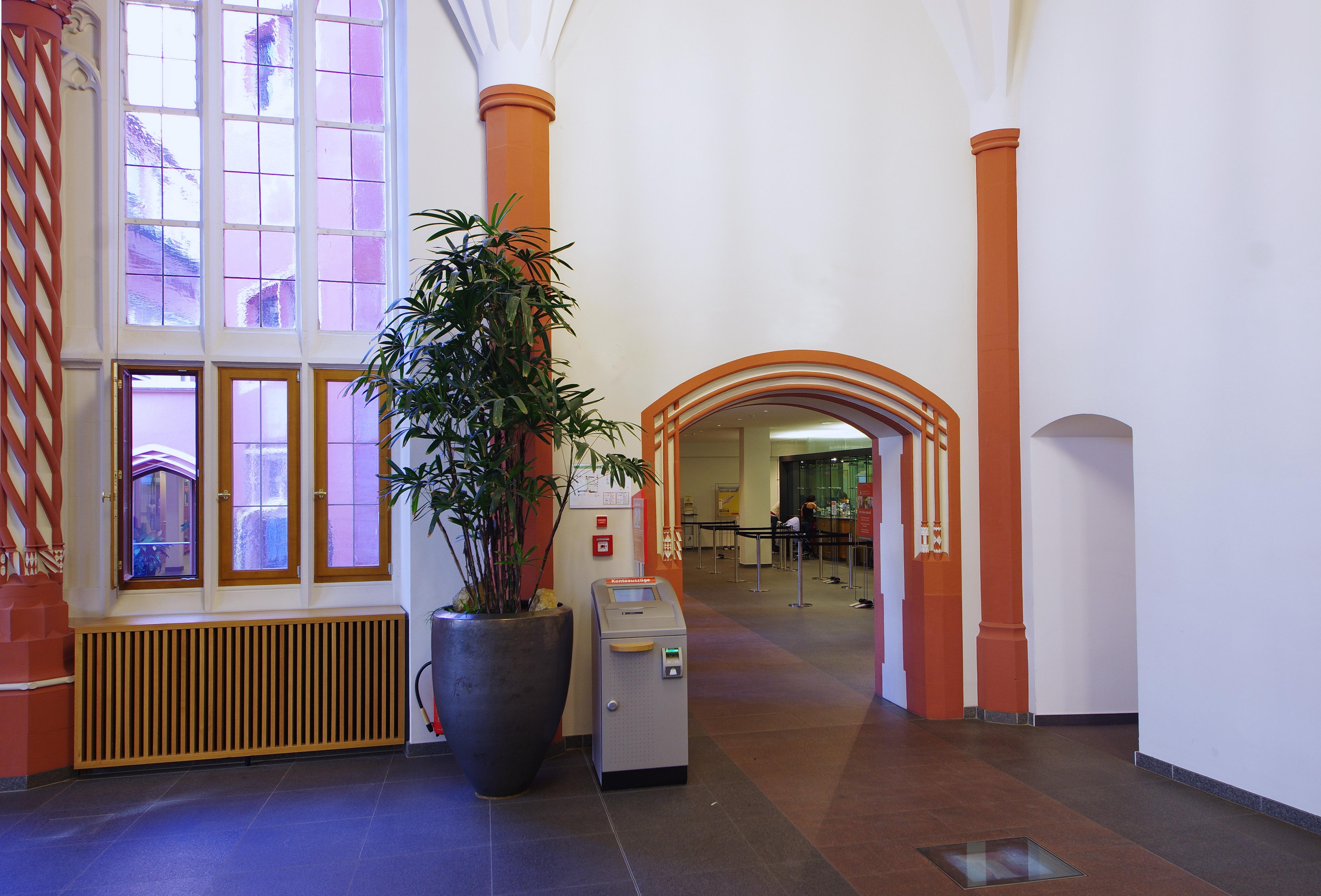
Blick von der Meckelhalle in das Erdgeschoss des Hauses zum Walfisch. Im Fenster sieht man die Fassade der Rückseite (2011)

In den 1930er Jahren vollzog die Sparkasse den Lückenschluss zur Kaiser-Joseph-Straße. Sie erwarb 1938 das angrenzende Haus Zum Gauch und das 1909 ebenfalls von Meckel umgebaute Wohnhaus des Kommerzienrates Rau (bis 1886: Zur Rosen/zum Silberberg). 1939 folgte der Kauf des Hauses Zum roten Kopf aus dem enteigneten Vermögen des jüdischen Warenhauses S. Knopf. Dieses hieß zwischenzeitlich Kaufhaus Richter, nach dem damaligen Geschäftsführer, dem ehemaligen Syndikus des Kaufhauses Fritz Richter. Im Zweiten Weltkrieg brannte das Haus zum Walfisch beim britischen Bombenangriff Operation Tigerfish vom 27. November 1944 vollständig aus. Die kostbare Innenausstattung ging verloren, lediglich die Fassade blieb erhalten. Der Erker wurde durch eine schnelle Sicherung und Abstützung gerettet.
Das Gebäude wurde von 1947 bis 1948 neu aufgebaut konnte dem Landesdenkmalamt in der Denkmalliste vom 9. August 1951 als „völlig wiederhergestellt“ gemeldet werden. Heute wird das Erdgeschoss als Schalterhalle genutzt, während sich in den oberen Stockwerken Büros befinden. Das Hauptportal unter dem Erker ist meist verschlossen; dahinter findet sich ebenfalls ein Büro.

## Architektur

Rückseite des Hauses mit Quaderbemalung (1911)

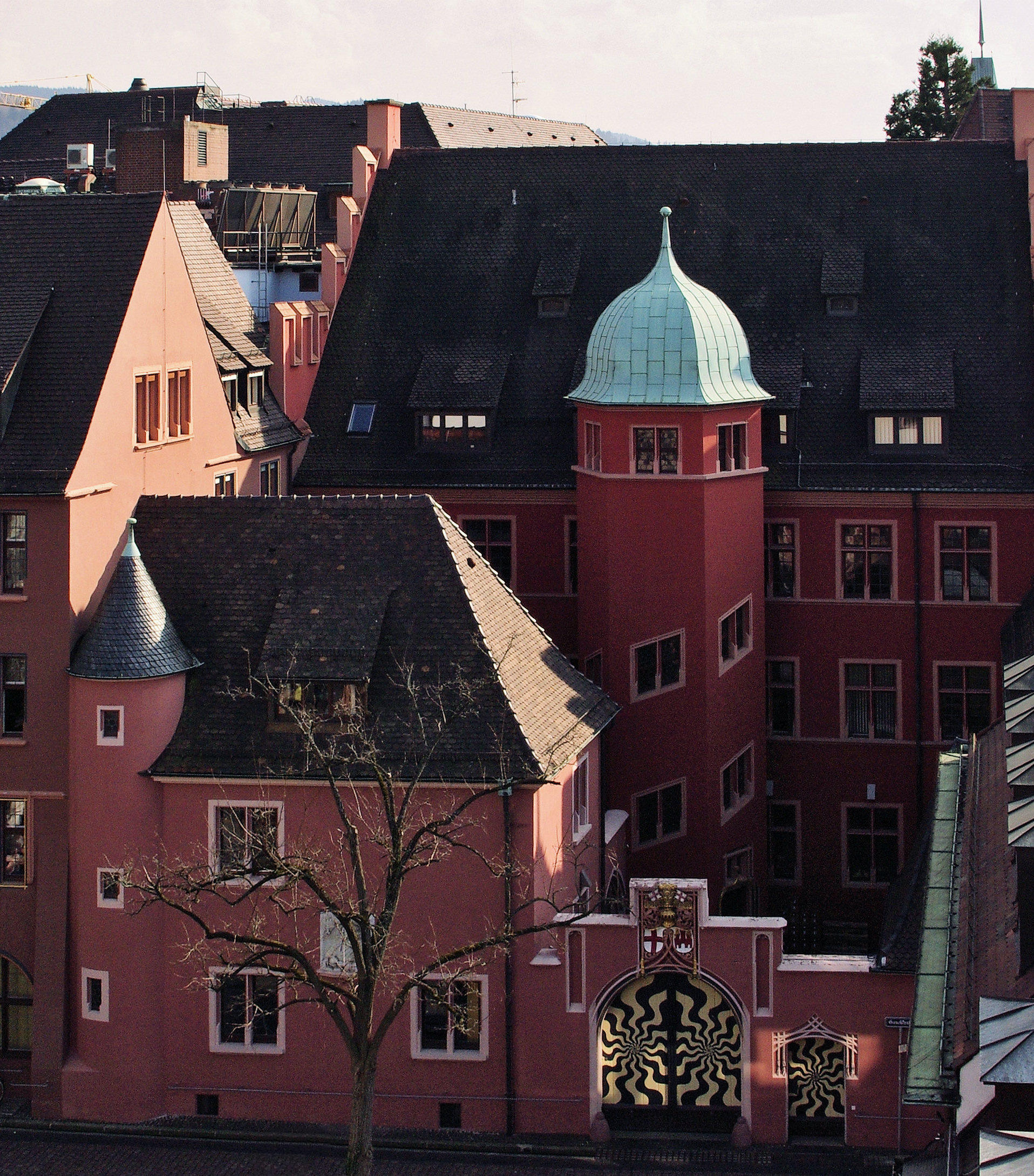
Rückseite des Hauses mit Treppenturm (2009)

Das, was noch heute als Haus zum Walfisch zu erkennen ist, besteht aus mehreren Bauten: dem an der Franziskanerstraße liegenden, großen Haupthaus und dem zur Gauchstraße hin gelegenen zweigeschossigen Nebengebäude mit einem runden Treppenturm, das über einen niedrigen Zwischenbau mit dem Haupthaus verbunden ist. Daneben steht separat im Hof an der Gauchstraße noch ein kleines eingeschossiges Gebäude. Der Hof ist durch eine Mauer mit Torbogen zur Gauchstraße abgeschlossen.
Das etwa 22 Meter hohe traufständige Hauptgebäude erhebt sich auf einem etwas verzogenen rechteckigen Grundriss. Es wurde aus verputztem Bruchsteinmauerwerk errichtet und hat drei Vollgeschosse. Sockel, Portale sowie Gewände an Türen und Fenstern bestehen aus rotem Sandstein. Die Eckquader bestanden ursprünglich ebenfalls aus Sandstein, wurden jedoch während des Umbaus aus Zement rekonstruiert. Das Satteldach ist mit Biberschwanzziegeln gedeckt. Die Giebelwände sind als Staffelgiebel ausgebildet. Die Fassade zur Franziskanerstraße wird von einem spätgotischen Erker aus gelbem Pfaffenweiler Sandstein dominiert, den im zweiten Stock ein Balkon abschließt. Die Fassade ist nicht völlig symmetrisch gestaltet: Der Erker sitzt etwas links von der Mitte, die beiden rechten Fensterachsen sind etwas verschoben. Hier finden sich statt der am Bau sonst auftretenden Kreuzstockfenster zwei gestaffelte dreibahnige Fenster im ersten Obergeschoss. Zwei Gesimse teilen die Stockwerke ab. Das Hauptgesims wurde aus Holz mit steinernem Unterglied hergestellt. Die beim Umbau eingebauten Dachgauben, auf der Vorderseite zehn, auf der Rückseite sechs, sind nicht mehr vollständig erhalten. Heute befinden sich jeweils vier große und zwei kleine Schleppgauben auf den Dachflächen. Der sechseckige Treppenturm trägt eine kupferne Dachhaube. Rinnen, Abfallrohre und Dachspitzen wurden ebenfalls aus diesem Material gefertigt.
Die beiden Kellergeschosse haben vier steinerne Stützen mit Gurtbögen, die Obergeschosse vier aus Holz. Die Halle ist zentraler Teil des Hauses und füllt das Erdgeschoss vollständig aus. Die Balken der Decke im ersten Obergeschoss sind mit Hohlkehlen versehen. Die Decke wurde beim Umbau durch die Architekten Meckel mit zusätzlichen X-Stützen als Unterzüge verstärkt.

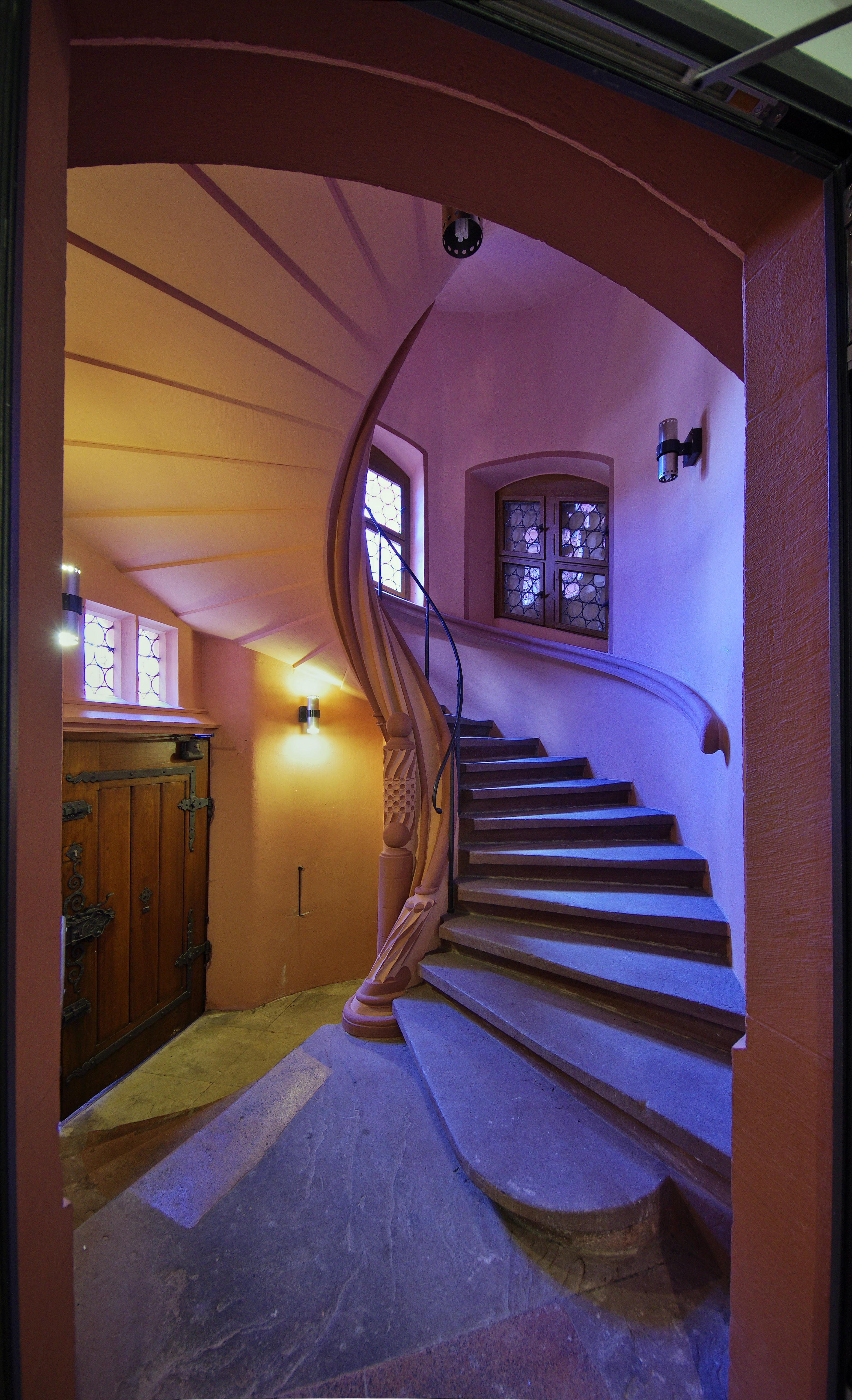
Die Wendeltreppe vom Erdgeschoss aus gesehen (2011)

Ein Treppenturm mit einer Wendeltreppe wurde im 18. Jahrhundert abgerissen und als Ersatz eine Eichen-Treppe in die Halle eingebaut. Dabei wurden Teile des gotischen Portals vom ersten Obergeschoss zur Wendeltreppe abgeschlagen. Im Rahmen des Umbaus von 1909 bis 1911 wurde jedoch der Ursprungszustand wiederhergestellt, wobei die Wendeltreppe eine veränderte Drehrichtung erhielt und die Eichentreppe in den westlichen Flügelbau versetzt wurde.
An der Vorderseite des Gebäudes wurden die vier großen, bis auf Sockelhöhe reichenden Schaufenster wieder durch sechs normale Fenster ersetzt. Der Ausbruch der Ladenschaufenster war unter der Familie Pyhrr geschehen. Bereits im 18. Jahrhundert wurden Fenstermittelsprossen und Zwischenstürze ausgebrochen und zwei dreiteilige Fenstergruppen verändert, die sich auf der Hofseite im Erdgeschoss sowie auf der Straßenseite im ersten Obergeschoss befunden hatten. Zur gleichen Zeit wurden Holzdecken und Pfosten verputzt sowie die gotischen Staffelgiebel abgebrochen. Sie wurden zusammen mit den Fenstern ebenfalls im Rahmen des Umbaus in den ursprünglichen Zustand versetzt.
Im Erdgeschoss befand sich nach dem Umbau hinter dem Portal ein Windfang, von dem aus man rechts in ein Sitzungszimmer gelangte, während sich zur Linken die Büros des Verwalters und weiterer Sparkassen-Angestellter befanden. Über einen offenen Kassentisch konnte der Verwalter zudem den Publikumsverkehr in Beurbarungsangelegenheiten sowie das Hypothekengeschäft abwickeln. Hinter dem Windfang lag eine große Wartehalle. Ein Lesezimmer verband sie mit dem benachbarten Kassensaal, der nach seinen Erbauern noch heute als Meckelhalle bezeichnet wird. Die Wartehalle diente zudem als Zugang zur Hauptkasse der Wertpapierabteilung. Die Obergeschosse wurden für Büros der Stadtverwaltung genutzt: Über den Hof und die Wendeltreppe erreichte man daher das Statistische Amt und das Rektorat der Volksschule. Vermutete man beim Einzug noch, dass die Sparkasse über Jahrzehnte mit dem unteren Stockwerk auskommen würde, wurde dieses bereits im Ersten Weltkrieg vollständig genutzt. Während der Inflationszeit nahm die Sparkasse sogar einen Teil des Obergeschosses in Anspruch und verdrängte später die Stadtverwaltung komplett aus dem Gebäude.
Der Verputz wurde mehrmals im Stil der Zeit erneuert: Als die Stadt das Haus erwarb, war es weiß und grün gestrichen. Während der Umbauarbeiten 1911 wurden Reste einer früheren roten Fassadenfarbe entdeckt, die die Architekten Meckel wieder für den Anstrich verwendeten. Das rot grundierte Gebäude war bis 1946 ebenso mit einem weißen Quadermuster versehen, wie die neu errichtete Kassenhalle. Nach dem Wiederaufbau 1947 wurde das Gebäude nur zinnoberrot gestrichen, was dem ursprünglichen Aussehen des Falkensteinischen Hauses entsprach.
Im Jahr 2006 wurden die Gebäude des Ensembles mit neuen Farben versehen, die sich an den Epochen ihrer Entstehung orientieren. Teile der Fassade des Hauses zum Walfisch wurden in einem helleren Rotton gestrichen, der Rest behielt seinen Rotbraun-Ton. Das in der Franziskanerstraße zur Linken angrenzende Stadtpalais wurde im Hellgelb der Maria-Theresia-Zeit gestrichen, während der rechts angrenzende Seitenflügel zum roten Vorderhaus an der Kaiser-Joseph-Straße eine hellblaue Farbgebung erhielt. Dies soll den skandinavischen Stil des Wiederaufbaus der 1950er Jahre symbolisieren, in dem dieser Gebäudeteil entstand.

## Künstlerische Ausstattung

### Außen

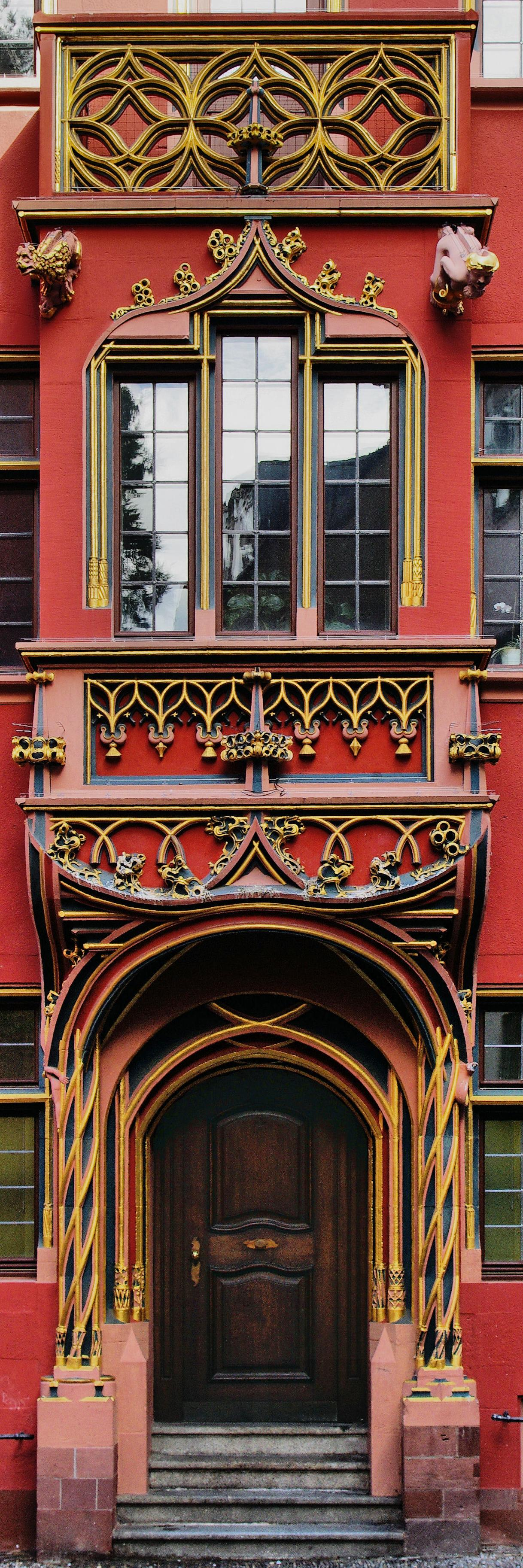
Portalerker und Eingang

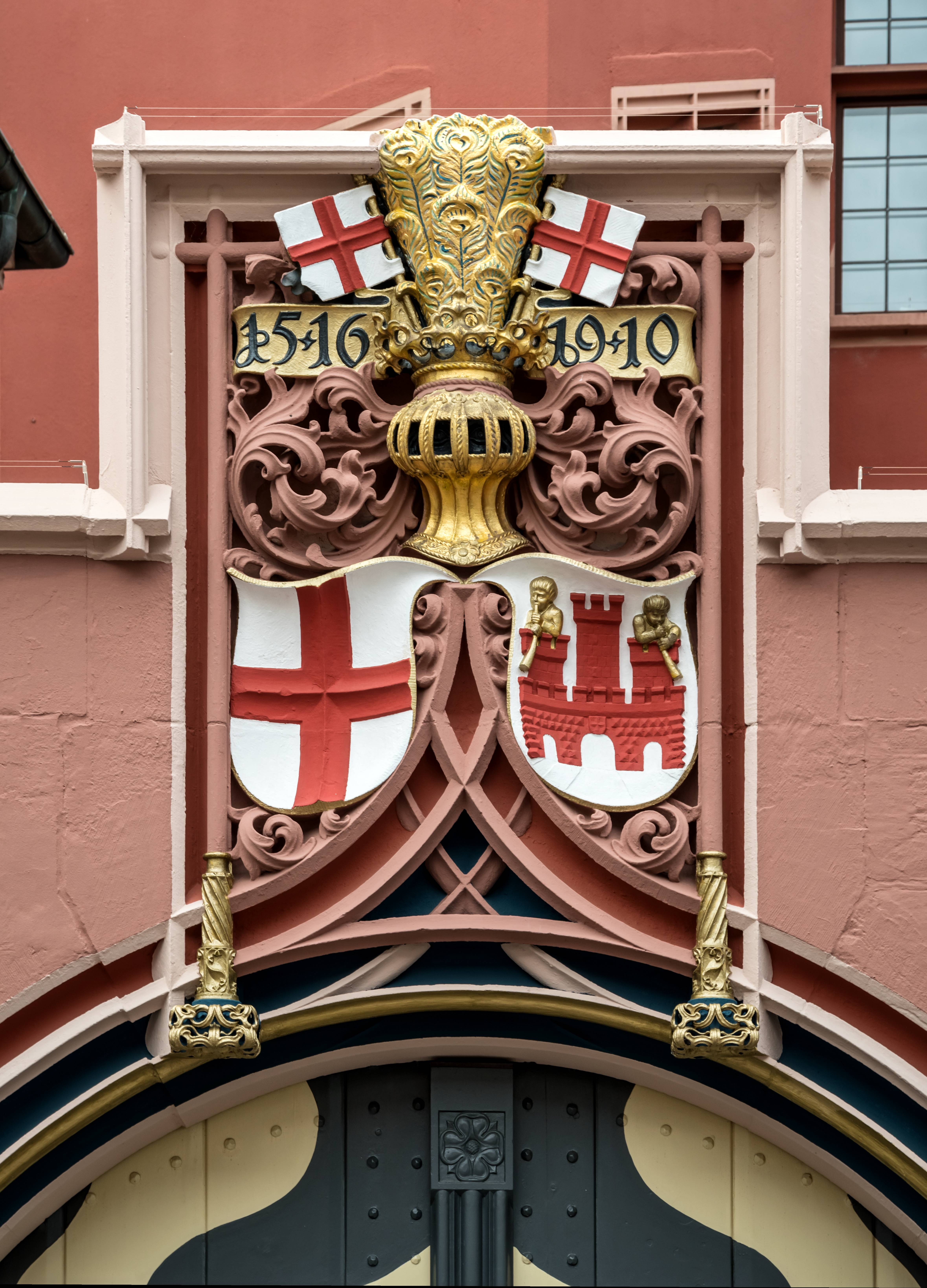
Stadtwappen und Stadtsiegel am Hofportal

Durch das Portal hat man den Eindruck, der Erker beginne bereits am Boden. Auf dem von der Fassade ein wenig abgesetzten Sockel bauen sich Säulen aus mehrfach durchkreuztem Stabwerk auf. Ungefähr auf Kämpferhöhe des stichbogigen Eingangsportals beginnt die gesimsartige, stark profilierte Überführung zum Erker hin, die im Grundriss und Aufriss jeweils einen kämpferlosen Bogen mit dem gleichen Radius darstellt. Die Überschneidung zwischen Bogen und Hauswand wird rechts durch einen Wappenschild mit einem Pferd, links durch ein nacktes Männchen verdeckt. Die dadurch gebildete halbrunde Kappe ist verputzt und von Gewölberippen mit Nasen durchzogen. Für die rechteckige Grundfläche des Erkers wird die Überführung abermals von Gesimsen durchquert. Sie bilden seitlich Eselsrücken und vorn umgestellte Halbkreisbögen, beide mit Krabben besetzt, und lösen sich schließlich in gezeichnete Kreuzblumen auf.
Am Erker selbst füllen auf der Vorderseite Maßwerkbögen die Brüstung des zweiten Stocks, während die Seitenflächen mit Wappenschildern des Hauses Habsburg und der Stadt Freiburg geschmückt sind. Darüber überragt ein gemeinsamer Wimperg, der in einer schlanken Kreuzblume endet, ein dreiteiliges Fenster. Der abschließende Balkon besitzt eine reich durchbrochene Maßwerkbrüstung.
Nach Ansicht Carl Anton Meckels wurde der Erker von den Münsterbaumeistern Hans von Hall und Hermann Neuhauser angefertigt. Der für den Erker eingesetzte gelbe Pfaffenweiler Sandstein wurde um dieselbe Zeit auch für Steinmetzarbeiten im Chor des Freiburger Münsters benutzt, da er besonders gut zu verarbeiten ist.
Auf der Quaderfläche des Erkers befinden sich zur Ableitung des Regenwassers vom Balkon zwei Wasserspeier: ein Löwe, der eine menschliche Figur in den Klauen hält, sowie eine nackte Greisin mit einem Kropf, einem kleinen Hund zu ihren Füßen und einem Schriftband mit der Jahreszahl 1516 in den Händen. Diese Wasserspeier sind Kopien, die Originale werden im Augustinermuseum aufbewahrt; Abgüsse von beiden Figuren befinden sich im Kleinen Stuck-Museum. Die Kopie des Wasserspeiers mit der alten Frau aus dem Jahr 1930 war bis 2006 derart gealtert, dass der Buchholzer Steinbildhauer Joachim Stöhr mit der Fertigung einer neuen Replik betraut wurde.

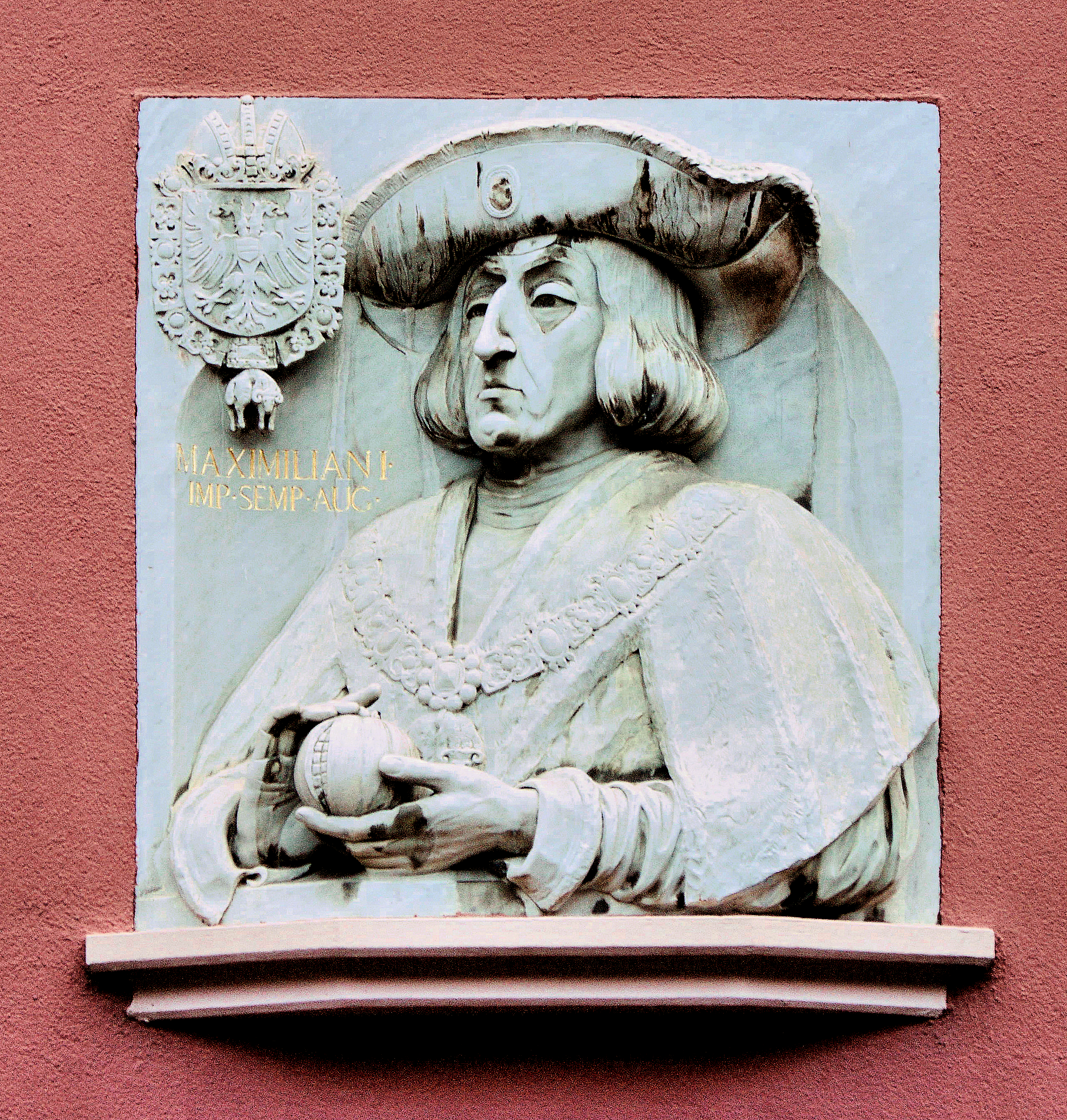
Marmorportrait Maximilians I., ursprünglich im Inneren des Gebäudes angebracht

An der Fassade des benachbarten Gebäudes zum Kartoffelmarkt ist ein Marmorportrait Maximilians I. eingelassen. Der Bildhauer Waldemar Fenn hat das Werk nach einem Holzschnitt Albrecht Dürers in Carrara aus dem dortigen Marmor geschaffen. Es zeigt den Herrscher mit einem Hermelinmantel bekleidet im Dreiviertelprofil. In seinen Händen hält Maximilian einen Granatapfel als Herrschaftssymbol.
Ursprünglich befand sich das Relief über dem Kamin in der Wartehalle. Das 1911 nach einem Entwurf Meckels von dem Stuttgarter Künstler Robert Nachbaur stuckierte Bildnis der Stadtpatrone Lambert und Georg an der Fassade des Treppenturms ist nicht erhalten. Dies gilt auch für die als kleine Häuschen ausgeführten Schornsteinköpfe.
Das Portal, das von der Rückseite des Gebäudes auf den Hof führt, bekrönt ein bemaltes Relief mit Wappen und Siegel der Stadt Freiburg.

Das Eingangsportal zur Franziskanerstraße sowie die Fenster im Erdgeschoss des kleineren, zweigeschossigen Gebäudeteils sind mit künstlerisch verzierten Gittern geschmückt. Eines der Gitter trägt das Steinmetzzeichen Carl Anton Meckels. Auf dem Türbogen des Ausgangs zum Hof in Richtung Franziskanerstraße befand sich ebenfalls das Steinmetzzeichen C. A. Meckels. Des Weiteren befindet es sich auf den Wetterfahnen an den Turmhelmen der Meckelhalle, auf einem Rüstungsschild an der Fassadenseite zur Gauchstraße sowie auf einer Metalltafel an der Vorderseite des Gebäudes. Deren Inschrift lautet: 

„Dieses Haus, ehemals benannt zum Walfisch, wurde in den Jahren 1514 bis 1516 durch den Generalschatzmeister Kaiser Maximilians des Ersten, Jakob Villinger von Schönenberg erbaut, 1905 erworben von der Stadt Freiburg und 1909 der Städtischen Sparkasse zur Heimstatt übergeben.“

### Innen
Aus der ursprünglichen Innenausstattung blieben lediglich zwei gotisch verzierte Portale vom ersten und zweiten Obergeschoss zur Wendeltreppe erhalten, da um die Zeit des Rokoko das Gebäude innen völlig umgestaltet wurde: Damals entstanden Stuckarbeiten, die im Rocaille- und Louis-seize-Stil Ofennischen und Deckenbereiche schmückten. Während des Umbaus wurden einige Stuckdecken erneuert, ebenso ein gotischer Kamin. Die Innenausstattung (Möbel, Leuchten, Gardinen etc.) war nach Entwürfen Meckels gestaltet worden. Die Tapeten des Obergeschosses kamen von Franz Naager aus Venedig, die Fenster wurden Scheiben-Gardinen an den Fenstern bestanden aus einheitlichem grünen Linon. Die Türen besaßen gravierte Messingbeschläge, die Beleuchtungskörper bestanden ebenfalls aus Messing sowie aus Schmiedeeisen.

## Rezeption
Der Humanist Beatus Rhenanus behauptete im Jahre 1540, das Gebäude sei als Alterssitz für Maximilian erbaut worden. Ohne weitere Belege übernahm der Freiburger Stadtarchivar Peter Paul Albert in einer seiner Veröffentlichungen zur Stadtgeschichte diese These, die der frühere Direktor des Freiburger Stadtarchivs, Hans Schadek, jedoch stark bezweifelt, ohne allerdings den Beweis für die Unrichtigkeit der Behauptung erbringen zu können.
Dennoch sieht Walter Vetter (1933–1991) „den wohl schönsten Portalerker der späten Gotik nördlich der Alpen“ als direkte Verbindung zu Maximilian und seiner Vorliebe für Erker an. Dabei verweist er auf die für Maximilian errichteten Erker, das Innsbrucker Goldene Dachl sowie den an der Burg Wels. Weiterhin betrachtet er das Haus zum Walfisch als „den wohl schönsten und ornamentfreudigsten Adelshof in Freiburg“. Peter Paul Albert ist der Meinung, das Haus könne beispielsweise mit dem Erfurter Haus zum Stockfisch konkurrieren, „einem der wertvollsten Profanbauten aus der Renaissance“, das ebenfalls Anfang des 18. Jahrhunderts von der Stadt aufgekauft wurde.
Zudem lobt er das Portal vom ersten Stockwerk zur Wendeltreppe wegen seiner krausen Formen und Überschneidungen bei klarem Gesamtaufbau als „üppigste Spätgotik“ und bezeichnet es im Nachgang als ein Teil des Phantastischsten, was dieser Kunststil am Oberrhein hervorgebracht habe.
Am 9. Oktober 1911, dem Tag der Eröffnung des Sparkassengebäudes, erschien ein langer Artikel in der Freiburger Zeitung. Darin wurden die „etwas übertriebene Bemalung des Erkers sowie die blutrote Fassadenfarbe“ kritisiert. Der Autor räumte jedoch ein, dass die ursprüngliche Farbe, die während der Arbeiten am Haus entdeckt wurde, die architektonische Gliederung des Gebäudes schärfer und klarer in Erscheinung treten lässt. Zudem lobte er das Innere des Gebäudes und seine stimmige Gestaltung. Seiner Meinung nach würde dieses „restlos befriedigen und nach jeder Richtung, auch der rein ästhetischen, nur aufrichtige Freude an dem hier Geschaffenen empfinden lassen“.

Im Jahr 1913 lobte die Deutsche Bauzeitung die Arbeit der Meckels mit folgenden Worten:

„So ist durch das Zusammenarbeiten von Stadt, Sparkasse und Privaten im Herzen der Altstadt Freiburg eine Baugruppe entstanden, die in ihrer Mannigfaltigkeit und malerischen Gruppierung eine Sehenswürdigkeit des alten schönen Freiburg bildet und Zeugnis ablegt von den kunstsinnigen Bestrebungen, die in der alten Breisgaustadt obwalten.“

Aus heutiger Sicht bezeichnet der Architekt und Bauhistoriker Werner Wolf-Holzäpfel den Umbau als „eine bedeutende künstlerische Leistung“ und betrachtet die Arbeit als „eines der Hauptwerke Max Meckels in seiner späten Schaffensperiode“. Wegen ihres schonenden Umgangs mit der Bausubstanz des Hauses zum Walfisch, des beinahe wissenschaftlichen Vorgehens und ihrer sensiblen Ergänzungen an das Bürgerhaus attestiert Wolf-Holzäpfel Vater und Sohn Meckel zudem eine „respektable denkmalpflegerische Tat“.
1976 bezeichnete Josef Wysocki in seinem Band 150 Jahre Sparkasse das Gebäude als zu „den kunsthistorisch bemerkenswertesten Profanbauten der Stadt [gehörend] … und eines der schönsten deutschen Sparkassengebäude...“
Im Jahr 1977 wurde das Haus zum Walfisch für den italienischen Horrorfilm Suspiria zur Vorlage für einen als Ballettschule getarnten Hexenkonvent. Regisseur Dario Argento ließ den Film in Freiburg spielen, drehte jedoch viele Szenen in München, so beispielsweise im Flughafen München-Riem und im Müllerschen Volksbad. Durch den Einsatz von blauem und rotem Licht sowie der Verwendung des IB-Technicolor-Verfahrens von Kodak verstärkte er die Wirkung der roten Fassade des Hauses zum Walfisch. Außen- und Innenaufnahmen der vermeintlichen Ballettschule wurden in einem Studio in Italien gedreht.